# I (Roberto Tardito)
Ⅰ è un album musicale di Roberto Tardito, pubblicato nel 2024.

## Tracce
1. Vendo casa – 3:27 (testo: Mogol – musica: Lucio Battisti)
2. Non è Francesca – 3:06 (testo: Mogol – musica: Lucio Battisti)
3. Nel ristorante di Alice – 3:01 (testo: Mogol, Dante Pieretti – musica: Ricky Gianco, Maurizio Vandelli)
4. Pensiero stupendo – 3:33 (testo: Ivano Fossati – musica: Oscar Prudente)
5. Bang Bang – 2:09 (testo: Sonny Bono – musica: Sonny Bono)
6. Signora (Señora) – 2:09 (testo: Juan Manuel Serrat, adattamento di Paolo Limiti – musica: Juan Manuel Serrat)
7. Valsinha – 3:05 (testo: Chico Buarque, Vinicius De Moraes, adattamento di Sergio Bardotti – musica: Chico Buarque, Vinicius De Moraes)
8. Sfiorisci bel fiore – 3:46 (testo: Enzo Jannacci – musica: Enzo Jannacci)
9. La Rossa – 5:08 (testo: Enzo Jannacci – musica: Enzo Jannacci)

## Formazione
- Vanja Grastić – chitarre acustiche, chitarre classiche, chitarre elettriche
- Roberto Tardito – voce, pianoforte, chitarre acustiche, shaker
- Nicolas Wade – basso elettrico, basso acustico

## Produzione
- Dan Konopka – mix
- Lorenzo Tardito – copertina